# بیل ماینر
بیل ماینر (انگلیسی: Bill Miner؛ 1847 – ۲ سپتامبر ۱۹۱۳) راهزن دلیجان و راهزن قطار اهل ایالات متحده آمریکا بود. وی به اتفاق جسی جیمز و بوچ کسیدی از مشهورترین راهزنان قطار در دوران مشهور به غرب وحشی بودند.